# 오프셋 인쇄

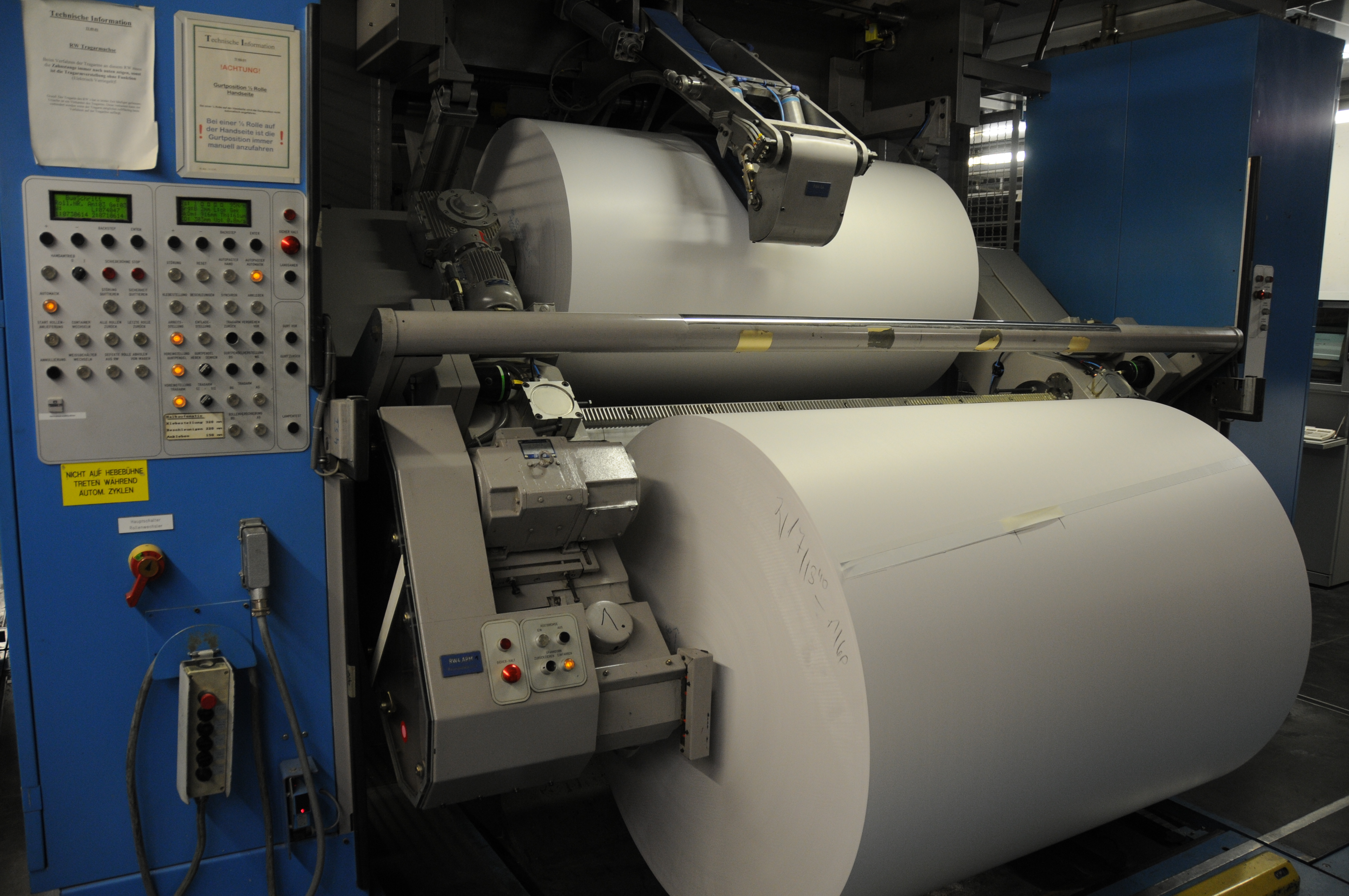

오프셋 인쇄 또는 옵셋인쇄(offset printing)는 인쇄판과 고무롤러를 사용해서 종이에 인쇄하는 인쇄법으로 금속 인쇄판에 칠해진 잉크가 고무롤러를 통해서 종이에 묻게하는 방식을 사용한다. 단행본, 달력, 잡지 등 대량인쇄 또는 컬러인쇄가 필요한 분야에 널리 사용되고 있다.
기름과 물이 서로 섞이지 않는 점을 이용한 석판 인쇄 방식을 응용한 인쇄 방식이다. 금속으로 된 인쇄판을 감광하면 성질이 변화하는 도료를 칠하고 인쇄될 화면을 감광시킨다.
감광된 인쇄판은 잉크가 묻어야 하는 곳은 물을 밀어내고 잉크가 묻지 말아야 하는 곳은 물을 머금는 성질을 띈다.
이러한 인쇄판을 롤러에 감고 물을 축이고 잉크를 바르면 물에 젖은 층에는 잉크가 묻지 않는다. 롤러에 감긴 잉크 묻은 인쇄판이 회전하면서 깨끗한 고무롤러에 잉크를 묻히고 잉크가 묻은 고무 롤러 사이로 종이가 통과하면서 종이에 잉크가 묻어 인쇄된다.
offset이라는 말은 인쇄판이 직접 종이에 닿지 않기 때문에 붙어진 이름이다. 인쇄판은 특수 도료가 칠해진 얇은 금속판으로 거친 종이에 직접 닿게 되면 특수 도료가 쉽게 벗겨진다.
인쇄판이 직접 종이에 닿지 않고 중간에 부드럽고 매끄러운 고무 롤러에 잉크를 전달하기 때문에 인쇄판의 손상이 적어지고 따라서  더 많이 인쇄할 수 있으며
고무 롤러를 이용해 잉크를 전달함으로써 거친 종이도 고무의 탄성으로 더 좋은 인쇄 품질을 얻을 수 있다.